# Johnny Gray
Pour les articles homonymes, voir John Gray.
Ne doit pas être confondu avec John Bray.
John Lee « Johnny » Gray, Jr.  (né le 19 juin 1960 à Los Angeles) est un athlète américain, pratiquant le 800 mètres.

## Biographie
Figurant parmi les meilleurs spécialistes mondiaux du 800 mètres, il a participé à quatre Jeux olympiques, obtenant son meilleur résultat lors de la finale des Jeux olympiques de 1992 à Barcelone. Lors de celle-ci, son temps de passage lors du premier 400 mètres est inférieur à celui établi lors du record du monde. Toujours en tête aux 600 mètres, il doit laisser les deux Kényans William Tanui et Nixon Kiprotich le dépasser.
En 1992 et 1993, il échouera de très peu lors de tentatives contre le record du monde en salle.
En 1993, il est l'un des favoris pour le titre mondial lors des Championnats du monde 1993 à Stuttgart mais il ne parvient pas à se qualifier pour la finale.

### Palmarès
| Date | Compétition           | Lieu         | Résultat | Performance   |
| ---- | --------------------- | ------------ | -------- | ------------- |
| 1984 | Jeux olympiques       | Los Angeles  | 7e       | 1 min 47 s 89 |
| 1986 | Goodwill Games        | Moscou       | 1er      | 1 min 46 s 52 |
| 1987 | Jeux panaméricains    | Indianapolis | 1er      | 1 min 46 s 79 |
| 1988 | Jeux olympiques       | Séoul        | 5e       | 1 min 44 s 80 |
| 1991 | Championnats du monde | Tokyo        | 6e       | 1 min 45 s 67 |
| 1992 | Jeux olympiques       | Barcelone    | 3e       | 1 min 43 s 97 |
| 1996 | Jeux olympiques       | Atlanta      | 7e       | 1 min 44 s 21 |
| 1999 | Jeux panaméricains    | Winnipeg     | 1er      | 1 min 45 s 38 |

### Records
| Épreuve    | Épreuve      | Performance        | Lieu         | Date         |
| ---------- | ------------ | ------------------ | ------------ | ------------ |
| 800 mètres | En plein air | 1 min 42 s 60      | Coblence     | 28 août 1985 |
| 800 mètres | En salle     | 1 min 45 s 00 (AR) | Sindelfingen | 8 mars 1992  |
| 600 mètres | En plein air | 1 min 12 s 81      |              | 1986         |